# Liubartas
Liubartas Gediminovič, krščen za Dimitrija, je bil litovsko-ruski knez, najmlajši sin velikega litovskega kneza Gediminasa, * 1300, † 4. avgust 1383.
Bil je knez Lucka (okoli 1323-1324, 1340-1383), Ljubarska (vzhodna Volinija) (1323-1340), veliki knez Volinije (1340-1366, 1370-1383), knez Galicije in Volinije (1340-1349), Galicije (1353 -1354, 1376-1377) in  zadnji vladar združene Gališko-volinske kneževine.

## Življenje
Liubartas je bil najmlajši sin velikega litovskega vojvode  Gediminasa.  V začetku leta 1320 se je poročil s hčerko Andreja Gališkega in vladal v  Lucku in Ljubarju (danes mesto v Žitomirski regiji v severni Ukrajini) v vzhodni Voliniji. Ko sta okoli leta 1322 umrla Andrej in njegov brat Leon II., Galicija-Volinija ni imela moškega naslednika. Namesto da bi promoviral Liubartasa in povzročil vojno s Poljsko, je Gediminas sklenil kompromis s poljskim kraljem  Vladislavom I. Obe strani sta se strinjali, da na izpraznjeni prestol umestita Jurija II. Boleslava, nečaka Leva in Andreja. 
Boleslav-Jurij je bil sin Trojdena I., mazovskega vojvode iz dinastije Pjastov, bratranec Vladislava I. in nečak Gediminasovega zeta Venčeslava Plockega.  Boleslav je bil takrat star štirinajst let in zaročen z Gediminasovo hčerko Eufemijo. Liubartas je še naprej vladal Lucku in Volodimirju. Gališko-volinske vojne so bile  odložene do Boleslavove zastrupitve leta 1340. Zastrupili so ga uporni plemiči, ki so povabili Liubartasa, da postane vladar Galicije in Volinije. Za popolno rekonstrukcijo dogajanj med letoma 1341–1349 je na razpolago premalo podatkov.
Liubartas  je kljub podpori svojih bratov Algirdasa in Kęstutisa leta 1349 izgubil vsa ozemlja razen vzhodne Volinije z Luckom v korist poljskega kralja Kazimirja III. Leta 1351 je bil med bitko celo ujet in Kęstutis ga je moral reševati. Leta 1366 je bila podpisan sporazum, s katerim je Liubartas obdržal vzhodno Volinjo z Luckom, medtem ko je Poljska dobila zahodno Volinjo in Galicijo. Zadeva je bila rešena šele leta 1370, ko je Liubartas izkoristil Kazimirjevo smrt in zavzel vso Volinjo. Stanje se je ponovno spremenilo šele leta 1569, ko je bila Volinija, vključno z Luckom, z Lublinsko unijo prenesena na Poljsko. 
Leta 1382 ja Liubartas  po smrti Ludvika I. Ogrskega zavzel Kremenec, Przemyśl in druga mesta na Ogrskem. Med boji za nasledstvo je podpiral svojega brata Kęstutisa proti nečaku Jogailu. Zgradil je grad v Lucku, znan kot Lubartov grad, ki še stoji.

## Smrt
Liubartas je umrl okoli leta  1385. V Voliniji je vladal približno šestdeset let.  

## Družina
Leta 1321/1323 se je poročil z Eufemijo, kneginjo Volinije, hčerko Andreja Gališkega. 
Leta 1350 se je poročil s hčerko kneza Konstantina Vasiljeviča Rostovskega, katere ime ni znano. Z njo je imel štiri sinove:  
- Flodorja/Teodorja Ljubatoviča  (~1351–1431), kneza Volinije,
- Lazarja (umrl po 1386),
- Semjona (umrl po 1386) in
- Dimitrija, domnevno Sanguškovega naslednika.